# Heinrich Brunn
Heinrich (von) Brunn, född den 23 januari 1822, död den 23 juli 1894, var en tysk arkeolog och konsthistoriker.
Brunn var grundläggare av den moderna arkeologin i Syd- och Mellaneuropa. Efter vandringar i södra Italien blev Brunn 1856 sekreterare vid tyska arkeologiska institutet i Rom, vilket han med preussiska regeringens stöd gjord till ett centrum för forskningen. Brunn var från 1865 professor vid Münchens universitet, från 1888 direktör för glyptoteket. Bland hans skrifter märks Geschichte der griechischen Künstler (1853-59, andra upplagan 1888-89) och Griechische Kunstgeschichte (1893-97).